# إنجيل برنابا
إنجيل برنابا هو إنجيل غير قانوني مكتوب في أواخر العصور الوسطى وينسب إلى التلميذ المسيحي الأول برنابا، وهو (في هذا العمل) أحد رسل يسوع. هناك مخطوطان فقط لهذا الإنجيل، يرجع تاريخهما إلى القرنين السادس عشر والسابع عشر الميلادي، أحدهما مكتوب بالإيطالية والآخر بالإسبانية. حجم إنجيل برنابا يعادل تقريبًا حجم الأناجيل القانونية الأربعة مجتمعة. معظم نص هذا الإنجيل يتناول فترة كهنوت يسوع، ومعظم أحداثه تتجانس مع الأناجيل القانونية، إلّا أنه يتفق في بعض الأمور الأساسية مع التفسير الإسلامي لأصل المسيحية مخالفًا تفسيرات العهد الجديد للمسيحية، حيث يذكر الإنجيل أن يسوع تنبأ لتلاميذه بأن هناك نبي سيأتي بعده اسمه محمد، وأنه سيكون المسيا الأخير أي نبي أخر الزمان الذي سيأتي لجميع الأمم، وسيزيل عنه عار الصلب، ويظهر الحقيقة للناس، ويصفه بقدوس الله الذي خلق من أجله السماوات والأرض.
يعتبر هذا الإنجيل عملًا ملفقًا وسفرًا منحولاً كُتب في وقت متأخر. ومع ذلك، يعتقد بعض الأكاديميين أنه ربما احتوى على بقايا عمل غير قانوني قديم (من المحتمل غنوصيًا أو إبيونيًا أو من الإنجيل الرباعي) نُقحت لتتوافق أكثر مع العقيدة الإسلامية، وتنفي أولوهية يسوع، وتزعم تبشيره برسول اسمه أحمد.

## تاريخ النص

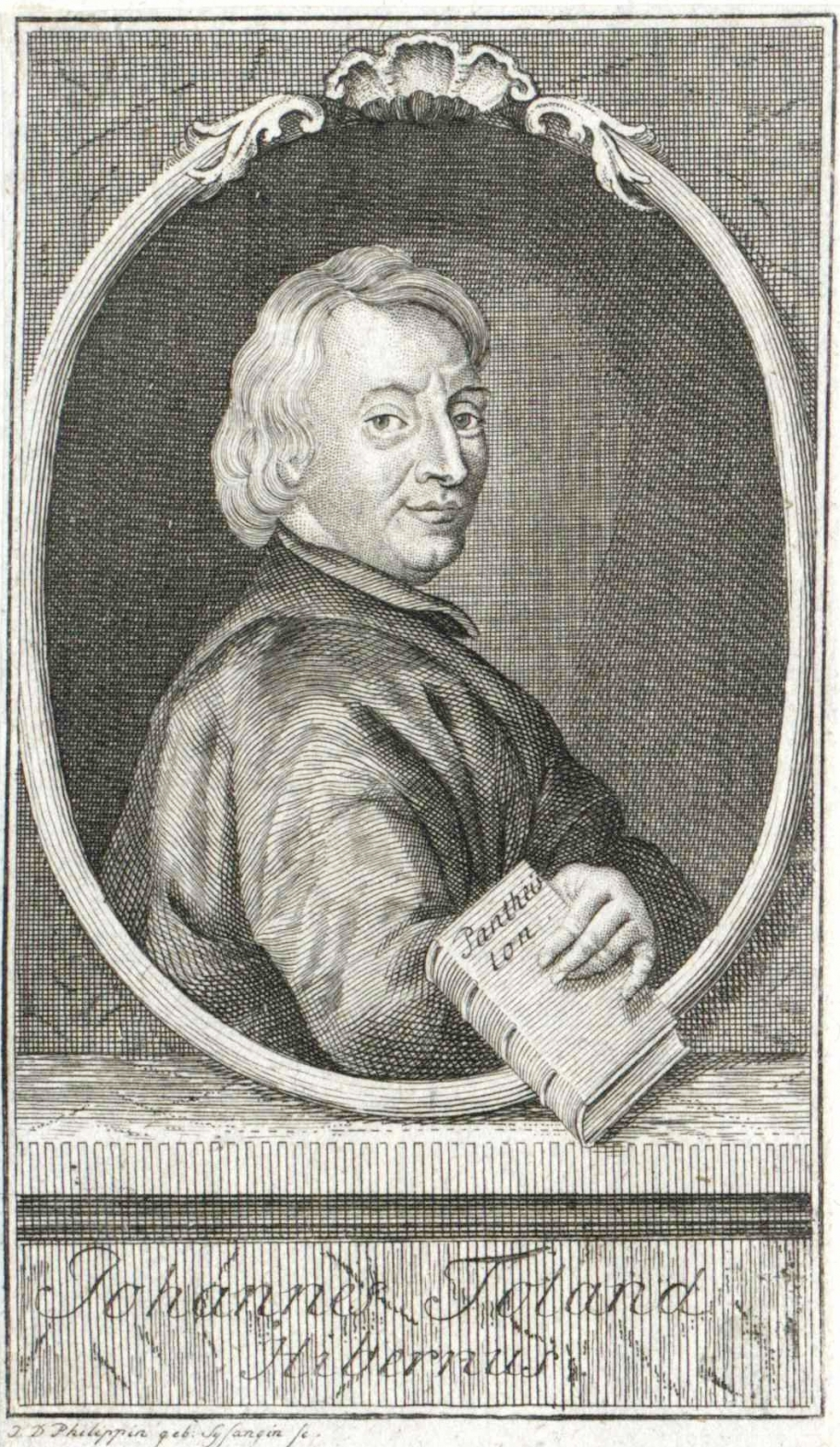
قدّم جون تولاند وصفًا تفصيليًا للمخطوطة.

تُعد أقدم وثيقة ذكرت إنجيل برنابا، تلك التي تحدثت عن إحدى المخطوطتين المعروفتين للإنجيل، هي مخطوطة مورسكية برقم «BNM MS 9653» محفوظة في مدريد يرجع إلى ق. 1634م كتبها رجل يُدعى «إبراهيم الطيبيلي» في تونس. وصف فيها كيف تنبّأ الإنجيل بمقدم النبي محمد، ووصفه الكاتب بقوله «إنجيل القديس برنابا حيث يمكن للمرء أن يجد النور». كما نُشرت أول إشارة لنص هذا الإنجيل سنة 1717م، عندما أشار إدريان ريلند بإيجاز حول المخطوطة الإسبانية لهذا الإنجيل في كتابه «الديانة المحمدية»؛ وفي سنة 1718م، قدّم اللاهوتي الأيرلندي جون تولاند وصف أكثر تفصيلاً حول المخطوطة الإيطالية لهذا الإنجيل. ثم أشار جورج سيل إلى كلا النصين الإيطالي والإسباني سنة 1734م في كتابه «محاضرة أولية حول القرآن»، فقال:
أصبحت ترجمة جورج سيل لنص القرآن هي النسخة الإنجليزية القياسية وقتئذ؛ ومن خلال نشرها في كتابه «محاضرة أولية حول القرآن»، أصبحت الأوساط العلمية على وعي بوجود إنجيل برنابا؛ مما دفع العديد إلى بذل محاولات غير مثمرة للعثور على النص العربي الأصلي الذي أشار إليه جورج سيل. ورغم وصف سيل لهذا الإنجيل في كتابه، إلا أن اعتمد كليًا روايات ثانوية للحصول على معلوماته. فعلى سبيل المثال، تناقضًا مع ملاحظات سيل، لا وجود لكلمتي «براقليط» أو «فارقليط» صراحةً أي من النصين الإسباني أو الإيطالي؛ وإن كان اللفظ اليوناني «periclyte» كُتب بأحرف عربية في أحد هوامش النسخة الإيطالية في الفصل 44. وبعد كتابه «محاضرة أولية حول القرآن»، استعار سيل المخطوطة الإسبانية نفسها، ونسخ نسخة طبق الأصل منها.

## أقدم الاكتشافات حول إنجيل برنابا
ذُكرت عبارة «الإنجيل وفقًا لبرنابا» في قائمتين مسيحيتين قديمتين للأعمال «الملفقة»: في النص اللاتيني للمرسوم الغاليليوسي (من القرن السادس الميلادي)، وفي قائمة الستين كتابًا اليونانية (من القرن السابع الميلادي). كلتا القائمتين كُتبتا باستقلالية عن بعضهما البعض. وفي سنة 1698م، وجد جون إرنست غراب مقولة غير معروفة ليسوع، منسوبة لبرنابا الرسول، ضمن المخطوطات اليونانية في مجموعة باروتشيان في مكتبة بودلي؛ والتي افترض أنها ربما مقتبسة من إنجيله المفقود. ترجم جون تولاند الاقتباس كالتالي: «يقول برنابا الرسول، يحدث أسوأ من ذلك للذي يتجاهل التحزبات الشيطانية؛ لأنه بذلك يحصل على المزيد من الخطيئة»؛ وزعم بأنها تشبه عبارة وجدها في نسخة إنجيل برنابا الإيطالية التي فحصها في أمستردام قبل سنة 1709م. إلا أنه لم يستطع العلماء الذين فحصوا النسختين الإسبانية والإيطالية بعد ذلك من تحديد العبارة التي أشار إليها تولاند.
إنجيل برنابا ليس هو «رسالة برنابا» الباقية للآن، والتي يُعتقد أنها كتبت في الإسكندرية في القرن الثاني الميلادي. كما أن الاثنين يختلفان في الأسلوب والمحتوى والتاريخ رغم نسبتهما إلى برنابا. حول مسألة الختان، يختلف السِفران بوضوح حول تلك المسألة، فالرسالة ترفض الممارسات اليهودية، وفي المقابل يؤيد الإنجيل تلك الممارسات. كما أن إنجيل برنابا يختلف عن سفر أعمال برنابا الموجود للآن، والذي يروي أسفار برنابا واستشهاده وتعذيبه، والذي يُعتقد أنه كُتب في قبرص ربما بعد سنة 431م.
في سنة 478م، خلال عهد الإمبراطور الروماني الشرقي زينون، أعلن أنثيميوس كبير أساقفة قبرص أنه رأى موضع دفن برنابا في حُلُمه. وإدعى بأن جثمان القديس وُجد في كهف ومعه نسخة من إنجيل متى القانوني على صدره؛ وتقول رواية معاصرة للأحداث كتبها ثيودوروس ليكتور أن أنثيميوس قدّم العظام والإنجيل للإمبراطور. يزعم بعض العلماء الذين يؤيدون قِدم إنجيل برنابا أنه من المفترض استبدال عبارة «ومعه نسخة من إنجيل متى على صدره» بعبارة «ومعه نسخة من إنجيله على صدره»؛ إلا أن هذا الافتراض يختلف مع رواية ساويرس الأنطاكي حول الإنجيل الذي وجده أنثيميوس، والذي قال بأنه فحصه ق. 500م ليرى إن كان يؤيد طعن يسوع المصلوب بالحربة كما في إنجيل متى 27:49 (ولم يجد). زعم المؤرخ البيزنطي جورج كيدرينوس الذي عاش في القرن الحادي عشر الميلادي، أن نسخة إنجيل متى التي عثر عليها أنثيميوس كانت لا زالت باقية في عهده، ومحفوظة في كنيسة القديس إسطيفانوس في القصر الإمبراطوري في القسطنطينية.

## المخطوطات

### المخطوطة الإيطالية

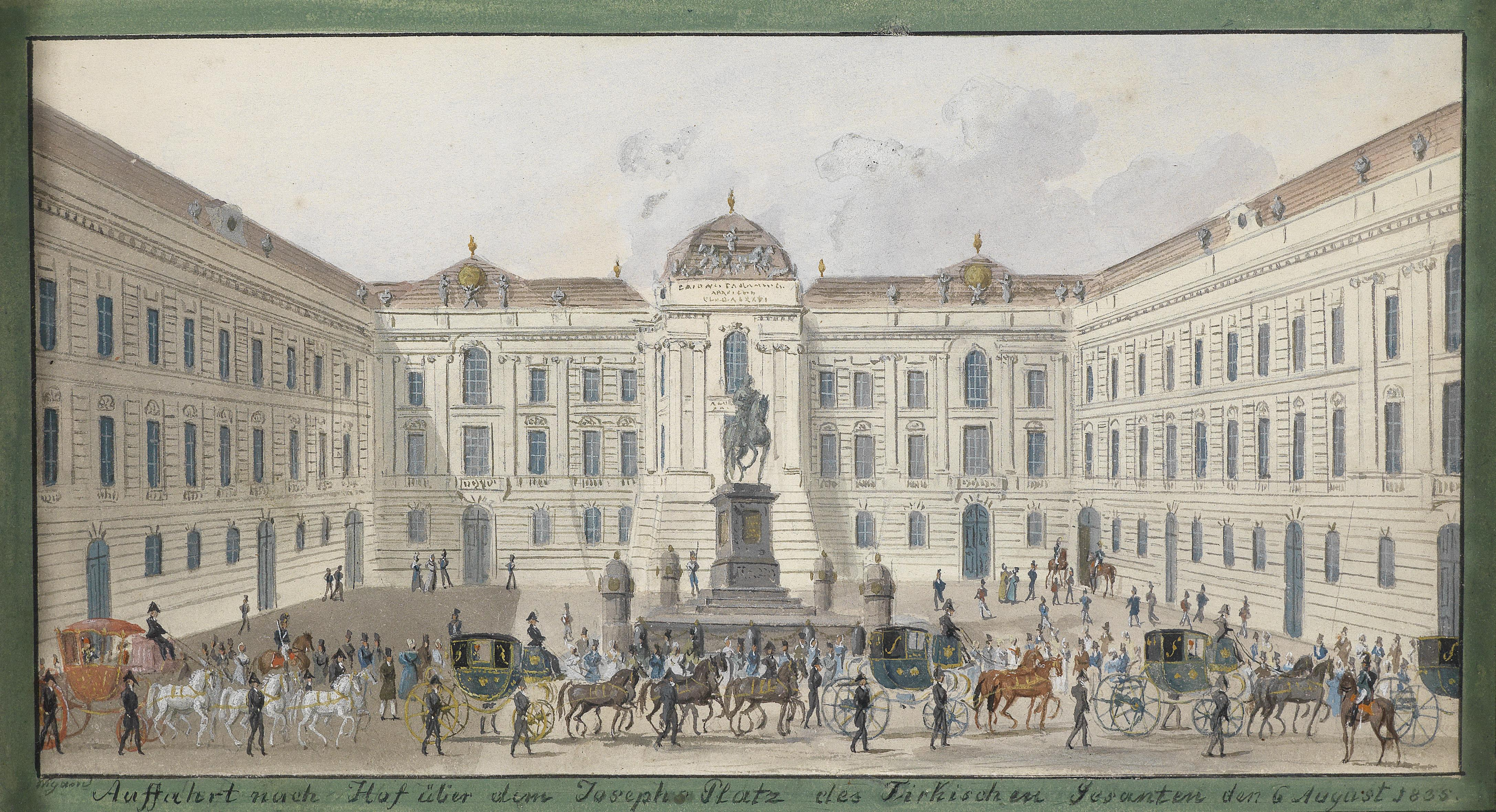
رسم للمكتبة الوطنية النمساوية، التي حُفظت فيها المخطوطة الإيطالية.

قدّم جون فريدريك كرامر المخطوطة الإيطالية إلى الأمير يوجين سنة 1713م؛ ثم نُقلت إلى المكتبة الوطنية النمساوية في فيينا سنة 1738م مع بقية مكتبته. أعار كرامر المخطوطة في أمستردام في وقت ما قبل سنة 1709م لتولاند، الذي كتب؛ «حصل (السيد كرامر) على هذه المخطوطة من مكتبة شخص مرموق ذي سلطة في تلك المدينة؛ أعطى ذاك الشخص في حياته تلك القطعة اهتمامًا كبيرًا. ربما لندرتها، أو لأنها تمثّل نموذجًا للدين، لا أعلم». قال ميشيل فريمو أنه فشل في تتبع هوية المالك السابق للمخطوطة، أو العثور على قائمة في أمستردام أدرجت تلك المخطوطة في محتوياتها. ومع ذلك، توحي إشارة تولاند حول المالك السابق للمخطوطة إلى أنه كان شخصًا بارزًا من معارضي التثليث أو الموحدين؛ خمّن فريمو أن المخطوطة وصلت أمستردام مع كريستوفر سانديوس ربما مما جمعه من مقتنيات في بولندا؛ أو مما اقتناه من أوراق جيوفاني ميشيل بروتو (1517-1592) الذي جمع مجموعة ضخمة من المخطوطات الدينية في المجر وترانسيلفانيا. نشر كرامر نسخة من كتابات بروتو الدينية سنة 1698م، كما خمّن فرميو أن كرامر ربما اطلع على إنجيل برنابا خلال بحثه في مكتبة سانديوس في أمستردام. وبخلاف ذلك، افترض سلومب أن غريغوريو ليتي الذي بيعت مكتبته في أمستردام في المزاد بعد وفاته هو المالك السابق للمخطوط الإيطالي. كان ليتي رغم عدائه للباباوية (وخاصة البابا سيكتوس الخامس) كالفيني أرثوذكسي الديانة.
تحتوي المخطوطة الإيطالية على 506 صفحة، يشغل إنجيل برنابا الصفحات من 43-500، كُتبت ضمن أطر حمراء في طراز إسلامي. الصفحات السابقة 5-42 هي أيضًا ضمن أطر حمراء؛ ولكنها فارغة (عدا تقديم من كرامر للأمير يوجين)، يمكن الاستدلال من ذلك أنه كانت هناك نية لإضافة نوعًا ما من التمهيد أو نص أوليّ، وإن كانت الصفحات الفارغة أكبر بكثير من حجم المقدمة التي أضيفت إلى مقدمة نظيرتها الإسبانية. كانت هناك عناوين للفصول وملاحظات على الهوامش مكتوبة بلغة عربية لا تراعي القواعد النحوية؛ مع وجود لبعض كلمات بالتركية، والعديد من الخصائص النحوية المميزة للغة التركية. كما أن غلاف المخطوطة على النمط التركي، وبدا كما لو كان أصليًا؛ غير أن أوراقها بها علامة مائية إيطالية، يُعتقد أن تاريخها بين سنتي 1563-1620م. ناسخ المخطوطة هو من كتب كلاً من النص الإيطالي والملاحظات العربية، ومن الواضح أنه اعتاد الكتابة من اليسار لليمين. في أسفل كل صفحة هناك كلمة بادئة للصفحة التالية، وهو أسلوب شائع في المخطوطات المُعدّة للطباعة. ويبدو أن المخطوطة غير مكتملة، حيث تحتوي على مقدمة و222 فصل تحُدّها أُطُر فارغة لعناوين الأسماء، لم يُملأ منها سوى 28 إطار. تعد المخطوطة الإيطالية الأصل الذي اعتمدت عليه النسخة الإنجليزية الأكثر تداولًا، والتي تمّ ترجمتها على يد لونسدال ولورا راج ونُشرت سنة 1907م. وفي السنة التالية، تُرجمت للعربية من النسخة الإنجليزية على يد محمد رشيد رضا في طبعة نُشرت في مصر.
تتميز التهجئة الإيطالية ببعض الخصائص الإملائية في مضاعفة أحرف العلة، مع إضافة حرف "h" أولية للكلمات البادئة بحروف العلة (على سبيل المثال "hanno" أصلها "anno"). مما يُظهر أن الكاتب لم يكن محترفًا. ومع ذلك، ورغم أن قواعد الإملاء وعلامات الترقيم تشير إلى أنها مكتوبة في النصف الأول من القرن السادس عشر الميلادي، وبها بعض الخصائص الرئيسية التي تُميّز كتابات أهل مدينة البندقية. إلا أن لهجة الكتابة تشير إلى أسلوب أهل منطقة توسكانا؛ كما تُظهر بعض الخصائص المميزة لكتابات أواخر عصر القرون الوسطى (القرنين الرابع عشر والخامس عشر الميلاديين). رجّح الخبراء اللغويون الذين استشارهم المترجمين راج أن مخطوطة فيينا على الأرجح من نسخ كاتب بندقي قديم، قام بنسخ نص توسكاني الأصلي في النصف الثاني من القرن السادس عشر الميلادي.

### المخطوطة الإسبانية

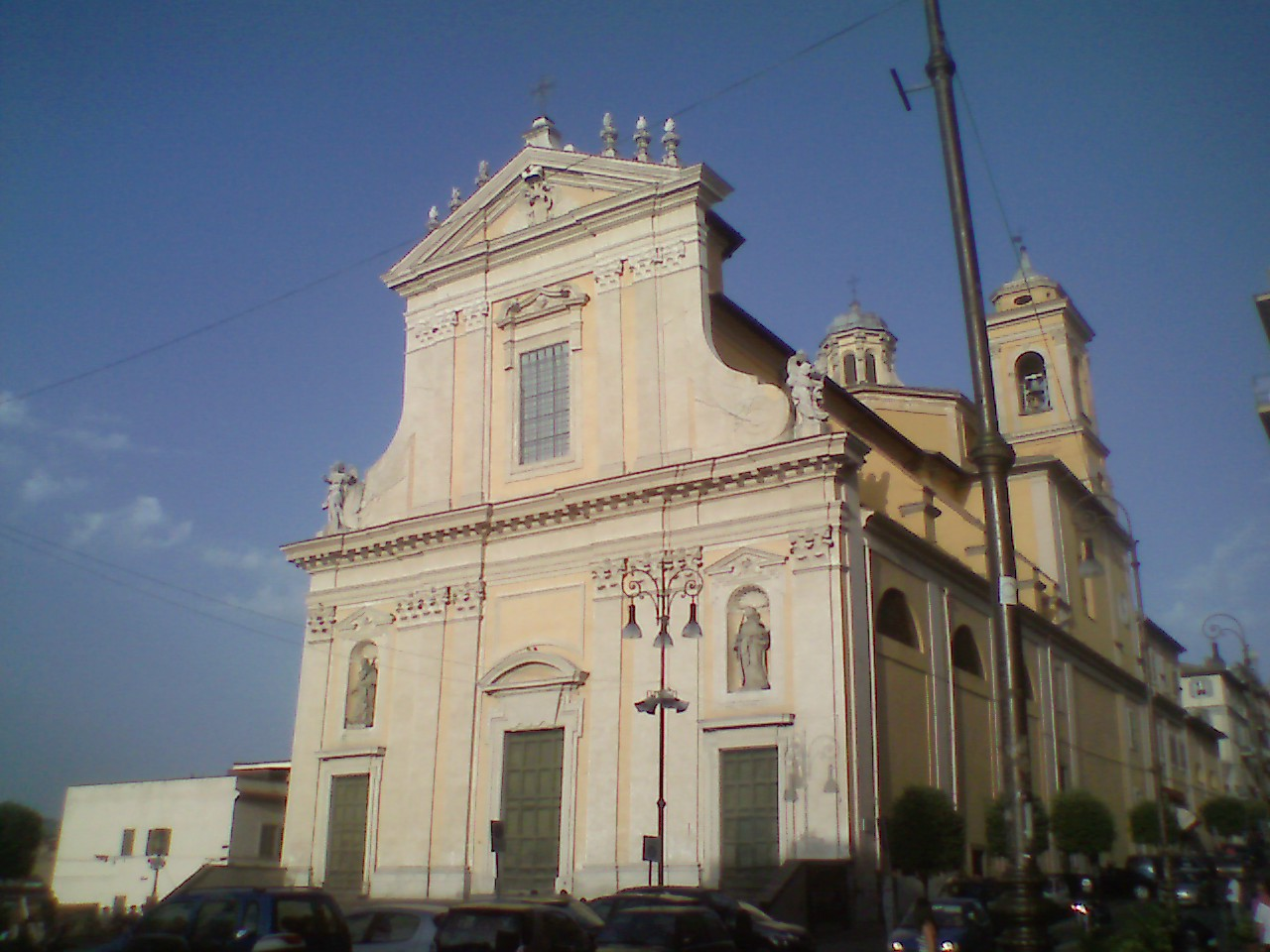
كنيسة القديس برنابا في مارينو، إيطاليا. من المفترض أن المخطوط الإسباني أُخذ من 'Fra Marino' وهو اسم مستعار لشخصية يُعتقد أنها كانت تشغل منصبًا كُنسيًّا رفيعًا.

يقول سيل عن المخطوطة الإسبانية المفقودة: «الكتاب ذو حجم مربّع معتدل.. مكتوب بيد خبيرة جدًا، ولكنه تضرر قليلًا قرب نهايته. وهو يحتوي على 222 فصل غير متساوية الطول، في 420 صفحة». استعار سيل المخطوط من الدكتور جورج هولم الذي شغل منصب عميد كلية هيدلي في هامشاير من سنة 1718م وحتى وفاته سنة 1765م. حصل سيل على نسخة مخصوصة له من المخطوط، ثم أعاد الأصل للدكتور هولم؛ وأوصى الدكتور هولم بأن تنتقل ملكية المخطوط لكلية الملكة في أوكسفورد. عندئذ، انتقل المخطوط مع ترجمة إنجليزية له إلى الدكتور توماس مونكهاوس في كلية الملكة، الذي أعار بدوره المخطوط مع الترجمة للدكتور جوزيف وايت الذي استخدمهما لتقديم سلسلة محاضرات بامبتون سنة 1784م. اعتقد سيل أن المخطوط الإسباني ذو أصل إفريقي، لكنه لم يشرح كيف حصل الدكتور هولم عليه؛ إلا أنه من المعروف أن الدكتور هولم كان كاهنًا للمصنع الإنجليزي في الجزائر بين سنتي 1707-1709م، ربما كان ذلك سبب اعتقاد سيل أن منشأ المخطوط إفريقي. ومن غير المعروف لمن انتقل المخطوط الإسباني بعد وفاة الدكتور مونكهاوس سنة 1792م.

ومع ذلك، هناك إشارة لوجود نسخة مكتوبة في القرن الثامن عشر الميلادي ذُكرت في فهرس كُتب سنة 1760م لمجموعة المخطوطات التي يملكها المؤلف جوزيف أميس، وجاءت معنونة «إنجيل برنابا الرسول، المنسوخ من النسخة المملوكة للسيد إدموند كالامي الذي اشتراها من ممتلكات السيد جورج سيل». ثم، ذكر ويليام هون المخطوط في نهاية كتابه «وصف الأمور الغامضة القديمة» المنشور سنة 1823م، حيث شرح هون سبب عدم إضافة إنجيل برنابا في كتابه «العهد الجديد المنحول»، فقال: 
في سبعينيات القرن العشرين الميلادي، اكتشفت النسخة مجددًا في مكتبة فيشر في جامعة سيدني ضمن الكتب التي تخص تشارلز نيكلسون، وعليها عنوان بالإنجليزية «منسوخة من المخطوط الذي يملكه القس إدموند كالامي الذي اشتراه من ممتلكات السيد جورج سيل... والآن هي بحوزتي من ممتلكات السيد جون نيكلسون، 1745؛ (توقيع) ن. هون». بالتالي فمخطوط سيدني منسوخ من مخطوط سيل؛ غير انه من 130 صفحة، ولا يحتوي على كامل النص، فهناك ملحوظة في نهاية الصفحة 116 تقول «الصفحات 121-200 مطلوبة»، ومن الصفحة 117 استكمل النص بدءً بالفصل 200 (وفق الترقيم في المخطوط الإسباني). وبمقارنة مخطوط سيدني بمخطوط سيل الإسباني، لا تظهر هناك فوارق جوهرية، ولكن يبدو أنه في الفترة من وفاة سيل سنة 1736م وحتى سنة 1745م، فُقد نحو 80 فصلاً من نص مخطوطه الإسباني؛ وبالتالي فهي مفقودة في مخطوط سيدني.

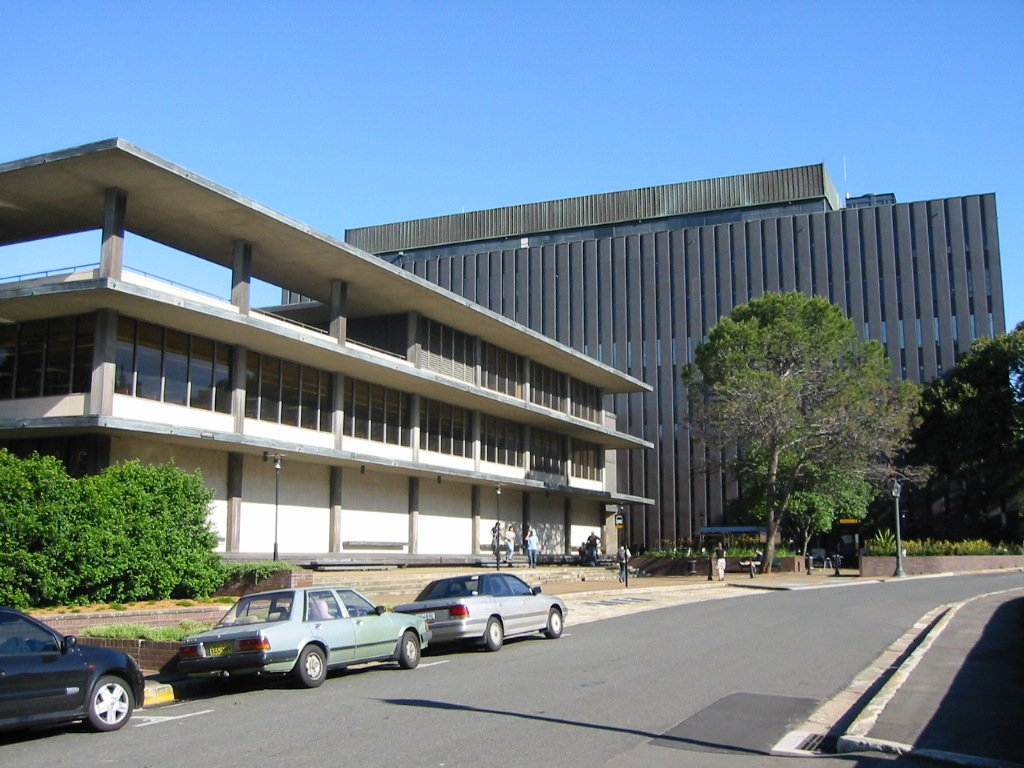
مكتبة فيشر، جامعة سيدني، حيث وُجدت المخطوطة المنسوخة من المخطوطة الإسبانية

يسبق النص الإسباني ملحوظة تدّعي أن النص مترجم من الإيطالية على يد مصطفى دي أراندا، وهو مسلم أراغونى مقيم في إسطنبول. هناك خطاب مورسكي كُتب ق. 1630م محفوظ الآن في مدريد، يؤكد أن دي أراندا كان معاونًا لإبراهيم الطيبيلي، الذي وُجد اسمه على أقدم نسخ الإنجيل الإسبانية. كما ذكر مترجم النسخة الإسبانية ملاحظة في بدايته تشير إلى شخص بالاسم المستعار 'Fra Marino' يزعم أنه سرق نسخة من الأصل الإيطالي من مكتبة البابا الكاثوليكي سيكتوس الخامس. كتب فرا مارينو الذي من الواضح أنه كان يشغل منصبًا كُنسيًّا في محاكم التفتيش، أنه آلت إليه ملكية العديد من الأعمال دعته للإيمان بأن النصوص الكنسية فسدت، وأن الأعمال الرسولية الحقيقة استبعدت بالخطأ. كما زعم فرا مارينو أيضًا أنه تنبّه لوجود إنجيل برنابا، من إشارة في أحد أعمال إيرينيئوس المناهضة لبولس؛ قدّمت له امرأة من أسرة كولونا. كانت مارينو الإيطالية خارج روما دولة تحكمها أسرة كولونا، حيث بنى الكاردينال أسكانيو كولونا المقرّب من البابا سيكتوس الخامس ومن فيليب الثاني ملك إسبانيا قصرًا هناك في نهاية القصر السادس عشر الميلادي.
تتشابه الصيغ اللغوية والتهجئة وعلامات الترقيم في النص الإسباني (الموجود في مخطوطة سيدني) إلى حد كبير مع اللغة القشتالية القياسية في أواخر القرن السادس عشر الميلادي؛ وتفتقر إلى خصائص المخطوطة الإيطالية. وبالتالي، لغويًا، يبدو النص الإسباني الباقي للآن أحدث من النص الإيطالي؛ ولكن هذا لا يؤكد بالضرورة أن النص الإسباني ثانوي.

## أصوله

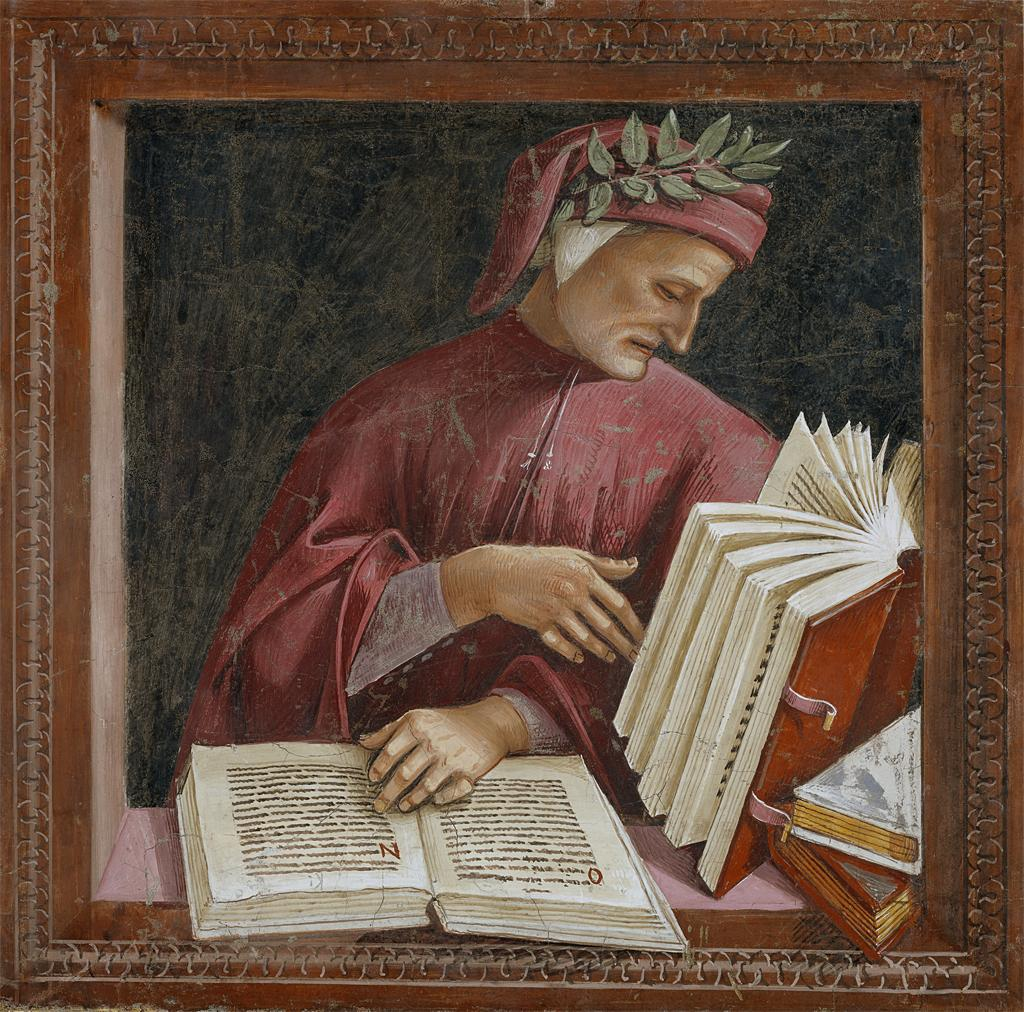
يزعم بعض الباحثين أن العبارات الواردة في إنجيل برنابا تتشابه بشدّة مع العبارات التي استخدمها دانتي.

يزعم بعض الباحثين حول هذا الإنجيل أن أصله إيطالي، وأشاروا إلى عبارات في إنجيل برنابا تتشابه بشدّة مع عبارات استخدمها دانتي، وافترضوا أن مؤلف إنجيل برنابا اقتبس من أعمال دانتي؛ واتخذوا من مقدمة النسخة الإسبانية وملاحظات المترجمين دلائل تدعم صحة استنتاجهم. كما لاحظ باحثون آخرون أن هناك مجموعة أخرى من أوجه الشبه بين مقاطع في إنجيل برنابا، ونصوص متعددة من سلسلة كتابات كُتبت في أواخر القرون الوسطى باللغات المحلية لاستخلاص نسخة متجانسة من الأناجيل الأربعة القانونية بالإنجليزية الوسيطة والهولندية الوسيطة، وبالأخص بالإيطالية الوسيطة؛ التي يُعتقد أن جميعها اعتمدت على نسخة مفقودة من الإنجيل الرباعي لططيانوس الآشوري كانت مكتوبة باللاتينية القديمة. إن صحّ ذلك، فإنه يدعم فرضية أصله الإيطالي.
ويزعم باحثون آخرون أن النسخة الإسبانية هي الأقدم؛ واعتبروا أن ما إدعته المقدمة الإسبانية وملاحظات المؤلف بأنها منقولة من أصل إيطالي يهدف إلى تعزيز مصداقية العمل من خلال الربط بينه وبين المكتبات البابوية. كما لاحظ هؤلاء الباحثون التزامن بينها وبين سلسلة الكتب المورسكية المزورة المعروفة بكتب ساكرومونتي الرصاصية، التي يعود تاريخها إلى نهاية القرن السادس عشر الميلادي؛ أو بالأحرى إعادة كتابة المورسكيين للنصوص المسيحية والإسلامية التي أنتجت في أعقاب طرد الموريسكيين من إسبانيا.
تُظهر المقارنة التفصيلية بين النصين الإيطالي والإسباني الباقيين العديد من المواضع التي يبدو فيها النص الإسباني نصًا ثانويًا، على سبيل المثال، في المواضع التي يفتقد فيها النص الإسباني لكلمة أو عبارة ضرورية لإتمام المعنى لكنها موجودة في النص الإيطالي. زعم لويس برنابيه بونز أستاذ الدراسات العربية والإسلامية في جامعة أليكانتي في إسبانيا أن النص الإسباني هو الأسبق، ودلّل على ذلك بأخطاء النسخ التي تجمّعت في مخطوطة سيدني التي هي نسخة من نسخة. فيما تقبّل يون يوستين أستاذ العهد القديم في جامعة ستراسبورغ أن إهمال الناسخين الإنجليزيين للمخطوط هو التفسير الأكثر ترجيحًا لمعظم هذه الحالات، ومع ذلك زعم أن القليل من تلك الأخطاء ترجع لسوء ترجمة النص الإسباني. كما لاحظ يوستين أن هناك بعض الخصائص التي تظهر في النص الإسباني مثل استخدامه للكتابة المائلة ذات الطابع الإيطالي، إضافة إلى أنه في الوقت الذي استخدم النص الإيطالي الرابط اللغوي pero التي يعني في الإيطالية «وبالتالي» في بعض المواضع؛ استخدم النص الإسباني ذلك الرابط والذي يعني في الإسبانية «رغم ذلك» في نفس المواضع، إلا أن استخدامها في النص الإيطالي هو الأقرب للمعنى المطلوب في السياق. كما أنه لم يجد أي من خصائص الأسلوب القشتالي في الكتابة في النص الإيطالي. وإن كان هناك بعض العبارات الإسبانية كانت أقرب للمعنى المقصود في السياق منه في مقابلاتها في النص الإيطالي، كما أن بعض خصائص الكتابة الإيطالية لم تظهر في النص الإسباني؛ مثل عناوين الفصول 1-27. يزعم يوستين أن هذا يشير إلى أن كلا من النص الإيطالي والإسباني المكتوبان في القرن السادس عشر الميلادي، لا بد وأنهما اعتمدا على نسخة إيطالية أصلية مفقودة، اعتقد يوستين مثله من المترجمين راج، أنها ترجع إلى منتصف القرن الرابع عشر الميلادي. يقول يوستين:
وإذا كانت النسخة الإيطالية هي الأصل، فمن سياق النص في صيغته النهائية، يعتقد أنه كان شائعًا بين أوساط اللاثالوثيين في ترانسيلفانيا. ففي منتصف القرن السادس عشر الميلادي لجأ العديد من اللاثالوثيين الإيطاليين والألمان الذين تعرضوا للاضطهاد من قِبل الكالفينيين ومحاكم التفتيش إلى ترانسيلفانيا، التي تبنت كنيستها عقائد مناهضة للتثليث سنة 1568م، والتي كانت عائلاتها الأرستقراطية ثقافتها ذات طابع إيطالي. زعم مايكل فريمو في محاولة منه لدعم فرضية أن المخطوطة الإيطالية أُحضرت إلى أمستردام من ترانسيلفانيا، بأن وجود صلات لمفكرين مثل سيمون بوندي وجاكوب بالايولوغوس وكريستيان فرانكين في أواخر القرن السادس عشر الميلادي مع ترانسيلفانيا، الذين كانت معتقداتهم الدينية متوافقة مع إنجيل برنابا. كانت ترانسيلفانيا تابعة للسيادة التركية، وكانت لها روابط قوية مع إسطنبول؛ ولكن بعد وفاة الأمير اللاثالوثي جون سيجسموند سنة 1571م، أصبح من الصعب على اللاثالوثيين نشر أفكارهم علانية، لذا حاولوا في هذا العِقد طباعة أعمالهم في العاصمة التركية.
بعد غزو غرناطة سنة 1492م، فرّ يهود سفارديم ومسلمون من إسبانيا. وعلى الرغم من لجوء بعضهم في البداية إلى إيطاليا (وخاصة البندقية)، الإ أن الأغلب سكن الدولة العثمانية، حيث أسس اليهود المتحدثون بالإسبانية ثقافة خاصة غنية في إسطنبول ازدهرت فيها المطبوعات العبرية واللادينوية. بعد سنة 1550م، ازدادت أعداد اليهود في أعقاب حملات اضطهاد محاكم التفتيش في البندقية ضد اللاثالوثيين الإيطاليين واليهود. على الرغم من التعاليم الإسلامية في هذا الوقت كانت تعارض بشدة طباعة النصوص العربية والإسلامية، لم تحرّم الطباعة لغير المسلمين، من حيث المبدأ. في مقدّمة النسخة الإسبانية، أبدى فرا مارينو رغبته بأن يُطبع إنجيل برنابا، وكان المكان الوحيد المتاح في أوروبا في أواخر القرن السادس عشر الميلادي وقتئذ هو إسطنبول.
ورغم المزاعم التي تقول بأن المخطوطة الإسبانية كُتبت في لإسطنبول، إلا أن المخطوطة الإيطالية الباقية تحمل العديد من الخصائص العثمانية؛ لذا، سواء كانت لغة الأصل إسبانية أو إيطالية، فإن العديد من الباحثين يعتقدون أن إسطنبول هي مكان المنشأ لكلا المخطوطتين. هناك قلة من الباحثين أمثال ديفيد سوكس رغم اشتباههم في وجود خصائص 'تركية' واضحة في المخطوطة الإيطالية، خاصة الشروح بالأحرف العربية؛ إلا أن وجود العديد من الأخطاء الأولية جعلتهم يعتقدون أنه من غير المرجح أن تكون قد كتبت في إسطنبول (ولو حتى على يد ناسخ إيطالي). وبالأخص، لاحظوا أن إبراز النسخة الإيطالية لصيغة الشهادتين في العربية، لا يتوافق تمامًا مع صيغتها التي يتلوها كل مسلم يوميًا. مما دفع هؤلاء الباحثين للاستنتاج بأنه من واقع تلك التناقضات، فإن كلتا المخطوطتين مٌزوّرتان، على الأغلب في روما.
كما زعم عدد قليل من الأكاديميين أن النص، وفق صيغته الحالية، يرجع إلى زمن أسبق من القرون الرابع عشر إلى السادس عشر الميلادي؛ بل ويرى عدد منهم أنه يحتوي على أجزاء من عمل سابق، أغلبها يظهر فيها تأثير مصادر أقدم متزامنة مع نسخة الفولغاتا اللاتينية. وبالتالي، يتفق معظم الباحثين على تقسيم النص الذي لا يزال باقيًا إلى ثلاثة طبقات متميزة على الأقل من التأليف:
- طبقة تحريرية ترجع إلى أواخر القرن السادس عشر الميلادي؛ وتضم، على الأقل، المقدمة الإسبانية والشروحات العربية.
- طبقة التأليف السردي العامي، إما بالإسبانية أو بالإيطالية، والتي ترجع إلى نحو منتصف القرن الرابع الميلادي.
- طبقة مشتقة من مصادر قديمة سابقة، على الأغلب منقولة من محتوى مؤلف/مترجم بالعامية اللاتينية؛ وتشمل، على الأقل، تلك الأجزاء الطويلة في إنجيل برنابا التي تتشابه بشدة مع آيات الأناجيل الكنسية؛ كالآيات التي تختلف بشكل ملحوظ عن نسخ الفولغاتا اللاتينية المكتوبة أواخر القرون الوسطى[48] (كما في الصيغة البديلة للصلاة الربية في الفصل 37، والتي تتضمن تمجيدًا ختاميًا، خلافًا لنص نسخة الفولغاتا اللاتينية، ولكنها تتوافق مع الإنجيل الرباعي والعديد من النصوص القديمة الأخرى)

بالإمكان إعادة وصف الجدل والخلاف الشديد حول صحة إنجيل برنابا بأنها نقاشات حول مواضيع محددة تناولها المؤلف تُخالف المتفق عليه دينيًّا (من المنظور المسيحي الأرثوذكسي)، كانت موجودة بالفعل في النص الأصلي في الفترة من القرن الرابع عشر إلى السادس عشر الميلاديين، إضافة إلى النقاش حول ما إذا كانت من كتابة المؤلف نفسه، أم أنها من إضافة محررين لاحقين. كما لا يعترض أولئك الباحثين الذين يعتقدون أن تلك المواضيع أولية أي من كتابة المؤلف، أن هناك أجزاء أخرى في هذا الإنجيل أضيفت لاحقًا وبها مفارقات تاريخية؛ في حين أن أولئك الباحثين الذين يرفضون صحة تلك المواضيع الخاصة لا يختلفون عمومًا حول أن أجزاء أخرى من هذا الإنجيل من المحتمل أنها نُقلت من مصادر أخرى قديمة ومتعددة.

## تحليل النص
يتعارض هذا العمل بشدة مع روايات العهد الجديد القانونية حول يسوع وكهنوته، ولكنه يتشابه بشدة مع الإيمان الإسلامي، فهو لا يذكر فقط النبي محمد بالاسم، بل ويشمل صيغة الشهادتين (الفصل 39). كما أن صياغته تعارض بشدة المعتقدات حول بولس الطرسوسي والثالوث، وهو يصف يسوع بأنه نبي وأنه ليس ابن الله، ويصف بولس بـ«المخادع». بالإضافة، إلى أن إنجيل برنابا ينص على أن يسوع نجا من الصلب بأن رُفع حيًّا إلى السماء، بينما صُلب يهوذا الإسخريوطي الخائن بدلًا منه. هذه المعتقدات بالذات بأن يسوع نبي الله الذي رُفع حيًّا دون أن يُصلب، تتوافق مع المعتقدات الإسلامية.
ورغم ذلك، تتعارض عبارات أخرى في هذا الإنجيل مع تعاليم القرآن، فمثلاً، في قصة ميلاد يسوع في هذا الإنجيل، ذكر أن مريم ولدت يسوع دون أن تعاني من الألم. وعند ذكر كهنوت يسوع، قال بأن يسوع سمح بشرب الخمر، وأمر بالزواج من امرأة واحدة فقط. ومن الأمثلة الأخرى أن الجحيم سيكون فقط لمرتكبي الخطايا السبع القاتلة (برنابا: 4: 44-135)، وأن من يرفض الختان لن يدخل الجنة (برنابا 17: 23)، وأن هناك 9 سماوات (برنابا 3: 105).

## النظرة الإسلامية واللاثالوثية لإنجيل برنابا
حتى وقت قريب، لم يكن إنجيل برنابا معروفًا خارج الأوساط الأكاديمية إلا في نطاق محدود، ولم يشع ذكره إلا بعدما نشره عدد من المسلمين لمناهضة المفهوم المسيحي الأرثوذكسي حول يسوع. وكان له صدى واسع بين المسلمين أكثر منه بين المسيحيين. ومنذ نشر ترجمات إنجيل برنابا إلى الإنجليزية والعربية والأردية في بداية القرن العشرين الميلادي، تم الاستشهاد بهذا العمل على نحو واسع لتعضيد وجهة النظر الإسلامية حول عيسى بن مريم. كان من بين الذين استشهدوا بهذا العمل رحمة الله الكيرواني ومحمد رشيد رضا وأبو الأعلى المودودي ومحمد عطاء الرحمن وغلام أحمد القادياني.
في المعتقد الإسلامي، أن الإنجيل هو الرسالة التي أُرسل بها النبي عيسى بن مريم (يسوع الناصري)، وأنّه حُرّف لإفساد العقيدة المسيحية. لذا، لا يؤمن المسلمون بأن أيًّا من النصوص المسيحية المتداولة (بما في ذلك أناجيل العهد الجديد الأربعة) تُمثّل تعاليم يسوع. يرى بعض الكتاب المسلمين أن توافق إنجيل برنابا مع المحتوى القرآني، في بعض النقاط مثل إنكار المسيح أنه ابن الله، وتنبؤ يسوع بمجيء رسول لله، دليل يُرجّح بقاء تعاليم يسوع القديمة المخفية لتوافقها مع الإسلام. ففي سورة النساء جاءت آيات ﴿وَقَوْلِهِمْ إِنَّا قَتَلْنَا الْمَسِيحَ عِيسَى ابْنَ مَرْيَمَ رَسُولَ اللَّهِ وَمَا قَتَلُوهُ وَمَا صَلَبُوهُ وَلَكِنْ شُبِّهَ لَهُمْ وَإِنَّ الَّذِينَ اخْتَلَفُوا فِيهِ لَفِي شَكٍّ مِنْهُ مَا لَهُمْ بِهِ مِنْ عِلْمٍ إِلَّا اتِّبَاعَ الظَّنِّ وَمَا قَتَلُوهُ يَقِينًا ۝١٥٧ بَلْ رَفَعَهُ اللَّهُ إِلَيْهِ وَكَانَ اللَّهُ عَزِيزًا حَكِيمًا ۝١٥٨﴾ [النساء:157–158] وفي إنجيل برنابا، بدلاً من أن يصف صلب يسوع، ذكر أنه رُفع إلى السماء. يتشابه ذلك مع وصف ما حدث للنبي إيليا في الإصحاح الثاني من سفر الملوك الثاني. كما تنبّأ إنجيل برنابا بقدوم النبي محمد بالإسم، ووصف يسوع بأنه «نبي» أرسل فقط لبني إسرائيل. كذلك يحتوي إنجيل برنابا على جدل واسع حول المعتقد في القدر (الفصل 164) يتفق مع عقيدة التبرير بالإيمان؛ وتزعم أن الوجهة النهائية للروح إلى الجنة أو الجحيم ليست محددة مسبقًا بالإرادة الإلهية (كما في الكالفينية)، ولا بحكم الله على أعمال المؤمنين في الأرض (كما في الإسلام). وبدلاً من ذلك، يقول بأن جميع المذنبين يوم القيامة الذين سيتعلّقون بإيمانهم، ويُبدون توبتهم الصادقة، وسيختارون المباركة، سيتم خلاصهم في النهاية. (الفصل 137) أما أولئك الذين سيمنعهم غرورهم من التوبة الصادقة، فسيبقون في الجحيم للأبد. كانت تلك المعتقدات البيلاجيانية منتشرة في القرن السادس عشر الميلادي في الكتابات اللاثالوثية البروتستانتية التي سُميّت بعد ذلك بالتوحيدية. سعى بعض اللاثالوثيون في القرن السادس عشر الميلادي للتوفيق بين المسيحية والإسلام واليهودية؛ وعلى أساس حجج مشابهة للغاية لتلك الواردة في إنجيل برنابا، فزعموا أنه إن كان الخلاص سيظل معلّقًا إلى نهاية الزمان، فإن أيًّا من الديانات الثلاث يمكن أن تكون طريقًا صالحًا للجنة للمؤمنين بهذه الديانة. استنكر الإسباني ميغيل سيرفيت الصياغة المسيحية الأرثوذكسية للثالوث (زاعمًا أن الإشارة الوحيدة لصيغة الثالوث في العهد الجديد، أُقحمت في النص في وقت لاحق)؛ كان يأمل بذلك في سد الفجوة العقائدية بين المسيحية والإسلام. وفي سنة 1553م، أُعدم سيرفيت في جنيف تحت إشراف جان كالفن، ولكن ظلت معتقداته مؤثرة للغاية على البروتستانت الإيطاليين المنفيين.
اشتمل الفصل 145 على «سفر إيليا البسيط»؛ الذي أوضح فيه كيف تحيا حياة زهد وتنسك روحانية صحيحة. وفي الـ 47 فصل التالية، شرح يسوع كيف أن الأنبياء القدامى، وتحديدًا عوبديا وحجاي وهوشع كانوا يتنسكون بالطريقة الصحيحة؛ على العكس من أتباعهم الذين يطلقون على أنفسهم «الفريسيين الحقيقيين»، بينما هم «فريسيون زائفون»، وهم خصومهم الرئيسيون. يقال أن «الفريسيين الحقيقيين» تجمعوا في جبل الكرمل كجماعة دينية وفق ما ذكره الرهبان الكرمليون في القرن الثالث عشر الميلادي؛ الذين إدعوا (دون دليل) أنهم الخلفاء المباشرون لإيليا وأنبياء العهد القديم. وفي سنة 1291م، سيطرت الدولة المملوكية على سوريا، وأجبروا الرهبان الكرمليين على التنازل عن ديرهم؛ وبعد انتقالهم إلى غرب أوروبا، أسسوا تجمعاتهم الكرملية - خاصة في إيطاليا - التي تخلت إلى حد كبير عن قيم الزهد المثالية. يرى بعض الباحثين أنه يمكن أن ترى أثر الجدالات التي دارت في الفترة من القرن الرابع عشر إلى السابع عشر الميلادي في نص إنجيل برنابا.
يتبنى إنجيل برنابا أيضًا منحى مناهض للمسيحية البولسية، فقد بدأت النسخة الإيطالية بعبارة: «أيها الأعزاء، إن الله العظيم العجيب قد افتقدنا في هذه الأيام الأخيرة بنبيه يسوع المسيح برحمة عظيمة للتعليم والآيات التي اتخذها الشيطان ذريعة لتضليل كثيرين بدعوى التقوى،  ·  مبشرين بتعليم شديد الكفر  ·  داعين المسيح ابن الله  ·  ورافضين الختان الذي أمر به الله دائمًا  ·  ومجوّزين كل لحم نجس  ·  الذين ضلّ في عِدادهم أيضًا بولس الذي لا أتكلم عنه إلا مع الأسى»

### التنبؤ بمحمد
ادّعى إنجيل برنابا أن يسوع تنبّأ بقدوم محمد، وهو بذلك يتفق مع القرآن الذي جاء فيه في سورة الصف آية 6: ﴿وَإِذْ قَالَ عِيسَى ابْنُ مَرْيَمَ يَا بَنِي إِسْرَائِيلَ إِنِّي رَسُولُ اللَّهِ إِلَيْكُمْ مُصَدِّقًا لِمَا بَيْنَ يَدَيَّ مِنَ التَّوْرَاةِ وَمُبَشِّرًا بِرَسُولٍ يَأْتِي مِنْ بَعْدِي اسْمُهُ أَحْمَدُ فَلَمَّا جَاءَهُمْ بِالْبَيِّنَاتِ قَالُوا هَذَا سِحْرٌ مُبِينٌ ۝٦﴾ [الصف:6]
يعد أحمد اسمًا عربيًا مشتقًّا من نفس الجذر السامي [ح - م - د] الذي اشتق منه اسم «محمد».
تربط رواية إسلامية هذه الآية القرآنية بإشارات في العهد الجديد إلى «المُعزّي» الذي جاء ذكره في إنجيل يوحنا. يمكن ترجمة الكلمة اليونانية براقليط (المُعزّي) على أنها «مستشار» التي تشير وفقًا للمعتقد المسيحي إلى الروح القدس. فيما لاحظ بعض العلماء المسلمين أن التشابه بين معنى اللفظ اليوناني "periklytos" الذي يمكن ترجمته إلى «المثير للإعجاب»، ومعنى اسم «أحمد» في العربية.
تكرر ذكر اسم «محمد» حرفيًّا في إنجيل برنابا، كما في آيات: «أجاب يسوع: إن اسم مسيّا عجيب، لأن الله نفسه سمّاه لما خلق نفسه ووضعها في بهاء سماوي  ·  قال الله: اصبر يا محمد لأني لأجلك أريد أن أخلق الجنة والعالم وجمًّا غفيرًا من الخلائق التي أهبها لك حتى أن من يباركك يكون مباركًا، ومن يلعنك يكون ملعونًا  ·  ومتى أرسلتك إلى العالم أجعلك رسولى للخلاص، وتكون كلمتك صادقة حتى أن السماء والأرض تهِنان، ولكن إيمانك لا يهِن أبدًا  ·  إن اسمه المبارك محمد  ·  حينئذ رفع الجمهور أصواتهم قائلين: يا الله أرسل لنا رسولك. يا محمد تعال سريعًا لخلاص العالم».
وعلى الرغم من أن إنجيل برنابا يذكر العديد من المقاطع التي تتشابه مع الأناجيل الإزائية، إلا أن أيًّا من تلك الأناجيل لم يشر إلى محمد بالاسم في عباراته؛ وبالأخص، لم يربط إنجيل برنابا أي من إشاراته لمحمد بتلك التي تشابهها في إنجيل يوحنا عندما يُشير إلى براقليط (المُعزّي)، إلا في حالة واحدة وردت في إنجيل برنابا يمكن فهمها على أنها «تصحيح» لمقطع قانوني معروف، يذكر فيه تنبُّأ يسوع بنبي لله (لم يُذكر اسمه): «فقال حينئذ يسوع: أنا صوت صارخ في اليهودية كلها  ·  يصرخ أعِدّوا طريق رسول الرب كما هو مكتوب في إشعياء  ·  قالوا: إذا لم تكن المسيح ولا إيليا أو نبيًّا ما فلماذا تبشّر بتعليم جديد، وتجعل من نفسك أعظم شأنًا من مَسيّا  ·  أجاب يسوع: إن الآيات التي يفعلها الله على يدي تُظهر أني أتكلم بما يريد الله  ·  ولست أحسب نفسي نظير الذي تقولون عنه  ·  لأني لست أهلًا أن أحُلّ رباطات جُرموق أو سُيور حذاء رسول الله الذي تسمّونه مَسيّا  ·  الذي خُلق قبلي، وسيأتي بعدي  ·  وسيأتي بكلام الحق، ولا يكون لدينه نهاية»
تتشابه تلك الفقرة بشدة بما جاء في الإصحاح الأول في إنجيل يوحنا القانوني: «وهذه هي شهادة يوحنا حين أرسل اليهود من أورشليم كهنة ولاويين ليسألوه من أنت  ·  فاعترف ولم ينكر وأقر أني لست أنا المسيح  ·  فسألوه إذا ماذا؟ إيليا أنت؟ فقال: لست أنا، النبي أنت، فأجاب لا  ·  فقالوا له: من أنت لنعطي جوابًا للذين أرسلونا ماذا تقول عن نفسك؟  ·  قال: أنا صوت صارخ في البرية قوّموا طريق الرب كما قال إشعياء النبي  ·  وكان المرسلون من الفريسيين  ·  فسألوه وقالوا له: فما بالك تعمّد إن كنت لست المسيح ولا إيليا ولا النبي؟  ·  أجابهم يوحنا قائلًا: أنا أعمد بماء، ولكن في وسطكم قائم الذي لستم تعرفونه  ·  هو الذي يأتي بعدي الذي صار قدامي الذي لست بمستحق أن أحُل سيور حذائه  ·  هذا كان في بيت عبرة في عبر الأردن حيث كان يوحنا يٌعمّد  ·  وفي الغد نظر يوحنا يسوع مُقبلًا إليه، فقال: هوذا حمل الله الذي يرفع خطية العالم  ·  هذا هو الذي قلت عنه يأتي بعدي رجل صار قدامي لأنه كان قبلي»، غير أن الخلاف بينهما أن الكلمات جاءت على لسان يوحنا المعمدان، يشير بها إلى يسوع. لم يذكر إنجيل برنابا يوحنا المعمدان مطلقًا، على الرغم من أن القرآن أشار بأنه النبي المبجّل يحيى بن زكريا، الذي تنبّأ بيسوع. كما لم يٌشر إنجيل برنابا إلى معمودية يسوع أو المعمودية بشكل عام.

#### محمد ليس المسيح
جاء في إنجيل برنابا: «فقال حينئذ الكاهن: ماذا يُسمّى مَسِيَّا؟ وما هي العلامة التي تعلن عن مجيئه؟... [أجاب يسوع] إن اسمه المبارك محمد.»، وجاء أيضًا: «فاعترف يسوع، وقال: الحقُ أنّي لست مَسِيّا»
تتناقض العبارات السابقة الواردة في إنجيل برنابا مع المعتقد الإسلامي الذي يشير إلى يسوع بأنه ليس فقط نبي، بل وهو «المسيح»، وهو اللفظ العربي لمصطلح «المَسِيّا»، فقد جاء في سورة آل عمران قوله تعالى: ﴿إِذْ قَالَتِ الْمَلَائِكَةُ يَا مَرْيَمُ إِنَّ اللَّهَ يُبَشِّرُكِ بِكَلِمَةٍ مِنْهُ اسْمُهُ الْمَسِيحُ عِيسَى ابْنُ مَرْيَمَ وَجِيهًا فِي الدُّنْيَا وَالْآخِرَةِ وَمِنَ الْمُقَرَّبِينَ ۝٤٥﴾ [آل عمران:45]، كما أن القرآن لم يستخدم هذا المصطلح مطلقًا للإشارة للنبي محمد.

#### المَسِيّا إسماعيلي
جاء في إنجيل برنابا أن يسوع أنكر أنه المَسِيّا، بل وزعم أن المَسِيّا سيكون إسماعيليًّا (أي عربيًّا): «فأجاب يسوع: لا تغُشُوا أنفسكم  ·  لأن داود يدعوه في الروح ربًّا قائلًا هكذا: قال الله لربّي اجلس عن يميني حتى أجعل أعدائك موطئًا لقدميك  ·  يُرسل الرب قضيبك الذي سيكون ذا سلطان في وسط أعدائك  ·  فإذا كان رسول الله الذي تسمونه مَسِيّا ابن داود فكيف يسمّيه داود ربًّا  ·  صدّقوني لأنّي أقول لكم الحق: إن العهد صُنع بإسماعيل لا بإسحاق» يتشابه النص ولكن بتفصيل أقل مع ما جاء في الإصحاح 22 من إنجيل متى: «قائلًا ماذا تظنون في المسيح؟ ابن من هو؟ قالوا له: ابن داود  ·  قال لهم: فكيف يدعوه داود بالروح ربًّا قائلًا؟!  ·  قال الرب لربي اجلس عن يميني حتى أضع أعداءك موطئًا لقدميك  ·  فإن كان داود يدعوه ربًّا، فكيف يكون ابنه؟!  ·  فلم يستطع أحد أن يجيبه بكلمة، ومن ذلك اليوم لم يجسر أحد أن يسأله بتة».
تظهر فكرة أن المَسِيّا عربي في فصل آخر في إنجيل برنابا، حيث جاء: «إذا كنت أفعل الإثم وبّخوني يُحببكم الله، لأنكم تكونون عاملين بحسب إرادته  ·  ولكن إذا لم يقدر أحد على أن يوبخني على خطيئة، فذلك دليل على أنكم لستم أبناء إبراهيم كما تدعون أنفسكم  ·  ولا أنتم متّحدون بذلك الرأس الذي كان إبراهيم متّحدًا به  ·  لَعَمرُ الله إن إبراهيم أحب الله بحيث إنه لم يكتفِ بتحطيم الأصنام الباطلة تحطيمًا، ولا بهجر أبيه وأمه، ولكنه كان يريد أن يذبح ابنه طاعةً لله  ·  أجاب رئيس الكهنة: إنما أسألك هذا ولا أطلب قتلك، فقل لنا: من كان ابن إبراهيم هذا؟  ·  أجاب يسوع: إنّ غيرة شرفك يا الله تُؤجّجني، ولا أقدر أن أسكت  ·  الحق أقول: إنّ ابن إبراهيم هو إسماعيل الذي يجب أن يأتي من سلالته مَسِيّا الموعود به إبراهيم أنّ به تتبارك كل قبائل الأرض  ·  فلما سمع هذا رئيس الكهنة حنق وصرخ: لنرجم هذا الفاجر لأنه إسماعيلي، وقد جدّف على موسى، وعلى شريعة الله»
أشارت العبارات السابقة إلى أن ابن إبراهيم الذبيح كان إسماعيل وليس إسحاق، متوافقة بذلك مع المعتقد الإسلامي، ومخالفةً للمعتقدين اليهودي والمسيحي.

### يسوع ليس الله أو ابن الله
وفقًا لإنجيل برنابا، تنبّأ يسوع بأنهم سيُألهونه، ورفض ذلك: «ولما قال يسوع يسوع هذا، صفع وجهه بكلتا يديه  ·  ثم ضرب الأرض برأسه، ولما رفع رأسه قال: ليكن ملعونًا كل من يدرج في أقوالي أني ابن الله».
يتفق ذلك تمامًا مع المعتقد الإسلامي حيث يؤمن المسلمون أن المسيح عيسى بن مريم إنسان ونبي، فقد جاء في سورة المائدة قوله تعالى: ﴿مَا الْمَسِيحُ ابْنُ مَرْيَمَ إِلَّا رَسُولٌ قَدْ خَلَتْ مِنْ قَبْلِهِ الرُّسُلُ وَأُمُّهُ صِدِّيقَةٌ كَانَا يَأْكُلَانِ الطَّعَامَ انْظُرْ كَيْفَ نُبَيِّنُ لَهُمُ الْآيَاتِ ثُمَّ انْظُرْ أَنَّى يُؤْفَكُونَ ۝٧٥﴾ [المائدة:75]، وتنفي عنه صفة الألوهية، ففي نفس السورة جاء قوله: ﴿لَقَدْ كَفَرَ الَّذِينَ قَالُوا إِنَّ اللَّهَ هُوَ الْمَسِيحُ ابْنُ مَرْيَمَ قُلْ فَمَنْ يَمْلِكُ مِنَ اللَّهِ شَيْئًا إِنْ أَرَادَ أَنْ يُهْلِكَ الْمَسِيحَ ابْنَ مَرْيَمَ وَأُمَّهُ وَمَنْ فِي الْأَرْضِ جَمِيعًا وَلِلَّهِ مُلْكُ السَّمَاوَاتِ وَالْأَرْضِ وَمَا بَيْنَهُمَا يَخْلُقُ مَا يَشَاءُ وَاللَّهُ عَلَى كُلِّ شَيْءٍ قَدِيرٌ ۝١٧﴾ [المائدة:17]، كما تنفي عنه أنه ابن الله، ففي سورة التوبة آية 30: ﴿وَقَالَتِ الْيَهُودُ عُزَيْرٌ ابْنُ اللَّهِ وَقَالَتِ النَّصَارَى الْمَسِيحُ ابْنُ اللَّهِ ذَلِكَ قَوْلُهُمْ بِأَفْوَاهِهِمْ يُضَاهِئُونَ قَوْلَ الَّذِينَ كَفَرُوا مِنْ قَبْلُ قَاتَلَهُمُ اللَّهُ أَنَّى يُؤْفَكُونَ ۝٣٠﴾ [التوبة:30].

### بولس وبرنابا

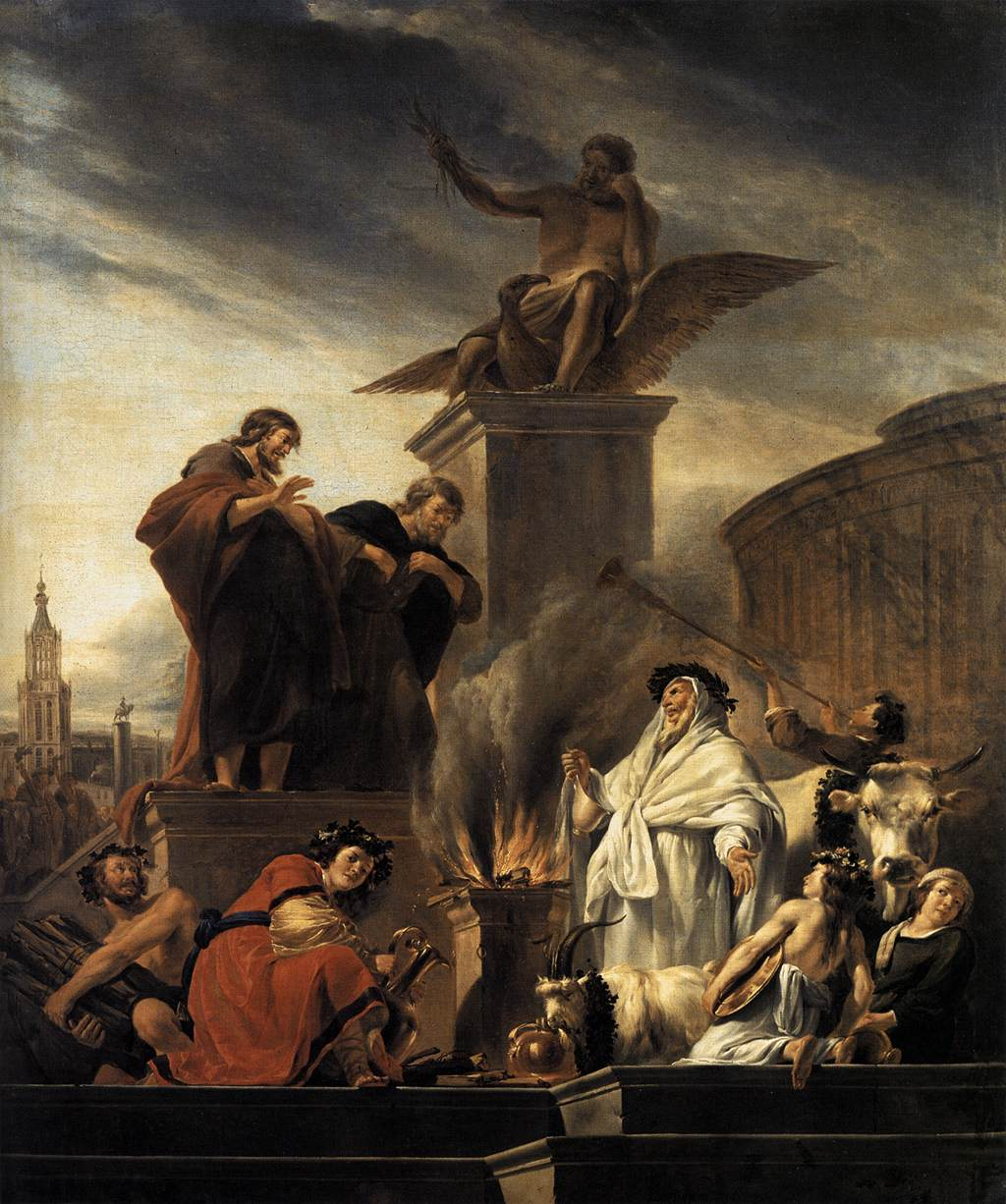
لوحة بولس وبرنابا في ليسترا رسمها نيكوليس بيتريز بيرخيم سنة 1650م

زعم الأسترالي رودني بلاكهيرست الأستاذ في جامعة لا تروبي في فيكتوريا بأستراليا أن مؤلف هذا الإنجيل نسبه إلى برنابا مستغلاً ما جاء رسالة بولس إلى أهل غلاطية من صدام حدث بين بولس وبرنابا.
جاء في الإصحاح الثاني من رسالة بولس الرسول إلى أهل غلاطية: «ولكن لما أتى بطرس إلى أنطاكية قاومته مواجهة لأنه كان ملومًا  ·  لأنه قبلما أتى قوم من عند يعقوب كأن يأكل مع الأمم، ولكن لما أتوا كان يؤخر ويفرز نفسه خائفًا من الذين هم من الختان  ·  وراءى معه باقي اليهود أيضًا حتى أن برنابا أيضًا انقاد إلى ريائهم  ·  لكن لما رأيت أنهم لا يسلكون باستقامة حسب حق الإنجيل، قلت لبطرس قدام الجميع إن كنت وأنت يهودي تعيش أُمميا لا يهوديًا، فلماذا تلزم الأمم أن يتهودوا»
في تلك الآيات هاجم بولس بطرس لمحاولته «إرضاء اليهود» بالالتزام بشريعتهم كما في مسألة الختان. في تلك المرحلة، كان برنابا تابعًا لبطرس، وعلى خلاف مع بولس. كما يبدو أن أهل غلاطية وقتئذ كانوا يستخدمون إنجيلاً أو أناجيل مخالفة لعقيدة بولس، ربما كان إنجيل برنابا أحدها. أما في مقدمة إنجيل برنابا، فقد جاء: «أيها الأعزاء، إن الله العظيم العجيب قد افتقدنا في هذه الأيام الأخيرة بنبيه يسوع المسيح برحمة عظيمة للتعليم والآيات التي اتخذها الشيطان ذريعة لتضليل كثيرين بدعوى التقوى،  ·  مبشرين بتعليم شديد الكفر  ·  داعين المسيح ابن الله  ·  ورافضين الختان الذي أمر به الله دائمًا  ·  ومجوّزين كل لحم نجس  ·  الذين ضلّ في عِدادهم أيضًا بولس الذي لا أتكلم عنه إلا مع الأسى  ·  وهو السبب الذي لأجله أسطر ذلك الحق الذي رأيته وسمعته أثناء معاشرتي ليسوع لكي تخلُصُوا ولا يُضلّكم الشيطان فتهلكوا في دينونة الله  ·  وعليه فاحذروا كل أحد يُبشّركم بتعليم جديد مضاد لما أكتبه لتَخلُصُوا خلاصًا أبديًّا  ·  وليكن الله العظيم معكم وليحرسكم من الشيطان ومن كل شر  ·  آمين»
من العبارات السابقة الواردة في مقدمة إنجيل برنابا، زعم كاتب الإنجيل أن بولس وبرنابا كانا مقربين؛ وفي النهاية، تباعدا في معتقداتهم حول أهمية الالتزام بالشريعة اليهودية.

### الاختلافات الأخرى عن الأناجيل القانونية
وفقًا للفقرة التالية، فقد استودع يسوع برنابا سرًّا:
كما جاء فيه أيضًا أن يسوع كلّف برنابا بكتابة هذا الإنجيل:

## وجهة النظر المسيحية والمفارقات التاريخية

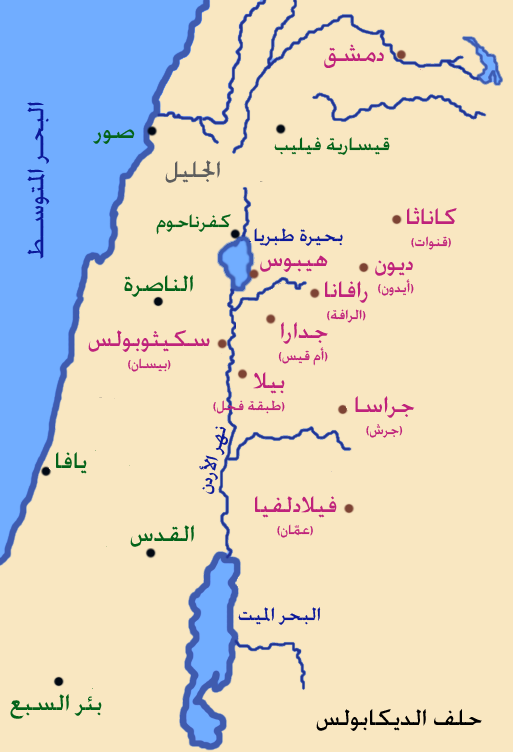
حلف المدن العشر.

اعتبر المسيحيون إنجيل برنابا عملاً ملفقًا وسفرًا منحولاً كُتب في وقتٍ متأخر، ولا يوجد أثرٌ يدل على وجود هذا الإنجيل قديمًا. ومع ذلك، يعتقد بعض الأكاديميين أنه ربما احتوى على بقايا عملٍ غير قانوني قديمٍ (من المحتمل غنوصيًا أو إبيونيًا أو من الإنجيل الرباعي) نُقّحَتْ لتتوافق أكثر مع العقيدة الإسلامية، وتنفي أولوهية يسوع، وتدّعي تبشيره برسولٍ اسمه أحمد. وتعللوا بأنه ما دام إنجيل برنابا ينكر ألوهية يسوع، فلماذا لم يستشهدْ به آريوس وأتباعه ممن أنكروا ألوهية يسوع؟ ولماذا لم تذكره المجامع المسكونية؟ ولماذا لم تذكره كتابات مؤرخي الكنيسة القدامى؟
كما لاحظ بعض القرّاء وجودَ عددٍ من المفارقات التاريخية والتضاربات في إنجيل برنابا:
- جاء في الفصلين 20-21 أن يسوع أبحر في بحر الجليل إلى مدينته الناصرة –والتي هي مدينة حبيسة لا تطل على ماء؛ ثم ذهب إلى كفرناحوم– التي هي مدينة على البحيرة.
- جاء في إنجيل برنابا أن يسوع ولد خلال فترة حكم بيلاطس البنطي الذي بدأ سنة 26م.
- بدا وكأن برنابا لم يكن يدرك أن «يسوع» و«المَسِيّا» هما مترادفان، حيث إن كلمة «مسيح Christ»(khristos) هي الترجمة اليونانية لكلمة «مَسِيّا» (mashiach)، وكلتاهما تعنيان «الممسوح بالزيت»، وبالتالي يكون إنجيل برنابا قد أخطأ حين نعت يسوع بوصف «يسوع المسيح»، وهو الذي زعم أن «فاعترف يسوع، وقال: الحقُّ أني لست مَسِيّا» كما جاء في الفصل 42.
- في الفصل 82 جاءت إشارةٌ إلى أن سنة اليوبيل تجيء كل مئة سنة، وليس كل خمسين سنة كما جاء في الإصحاح 25 من سفر اللاويين. تأتي المفارقة التاريخية في إنجيل برنابا أن إقرار سنة اليوبيل كل مئة سنة لم يحدث إلا سنة 1300م بأمر البابا بونيفاس الثامن؛ ثم أعادها البابا كليمنت السادس كل خمسين سنة في سنة 1343م،[19] مما يرجّح أن الكاتب ألف إنجيله في تلك الفترة بين سنتي 1300-1343م التي كان فيها سنة اليوبيل كل مئة سنة.
- في الفصل 40 تناول آدم وحواء تفاحة؛ في حين أن ربط فاكهة شجرة المعرفة (التي وردت في الإصحاحين الثاني والثالث من سفر التكوين) بأنها التفاحة ظلت في ترجمة الكتاب العبري للاتينية حيث إن كلمتي 'تفاحة' و'شر' كلتاهما جاءتا في الصياغة 'malum'.
- في الفصل 152 تحدث الإنجيل عن أن الخمر المخزّن في براميلَ خشبية. ورد ذكر استخدام براميل من النخيل في القرن الخامس قبل الميلاد، عندما جاء أن هيرودوت شحن خمراً فيها إلى بلاد الرافدين،[87] أما البراميل البلوطية فكانت من خصائص حضارة الغال وشمال إيطاليا، ولم تكن تستخدم عادةً لتخزين الخمر في الإمبراطورية الرومانية إلا بعد سنة 300م؛ في حين كان يتم تخزين الخمر في فلسطين في القرن الأول الميلادي في أوعيةٍ جلديةٍ وجرارٍ (أمفورة)، أما البلوط الإنجليزي فلم يكن ينمو في فلسطين؛ كذلك لم تكن الأنواع الأخرى من الخشب محكمة بالقدر الكافي لاستخدامها في تخزين الخمر.[88]
- احتوى إنجيل برنابا على اقتباسات من العهد القديم تتوافق في عباراتها مع العبارات التي جاءت في نسخة فولغاتا اللاتينية أكثر مما تتفق مع عبارات الترجمة السبعينية أو النص الماسوري العبري. تعد الفولغاتا عملاً بدأه القديس إيرونيموس سنة 382م بعد قرون من وفاة برنابا.[89]
- جاء في الفصل 54: «لأن من يأخذ بالصرافة قطعةً من الذهب، يجب أن يكون معه ستون فلسًا[90]». في وقت كتابة العهد الجديد كانت العملة الرومانية الذهبية الوحيدة هي الأوريوس، وكانت تعادل 3,200 عملة برونزية «ليبتا»؛ أما العملة الرومانية الفضية القياسية ديناريوس، فكانت تعادل 128 ليبتا. أما معادلة العملة بستين جزء المذكور في إنجيل برنابا، فقد كان شائعاً في القرون الوسطى.
- في الفصل 119 ذكر يسوع السكر والذهب كسلعةٍ قيّمةٍ ونادرة. على الرغم من أن فوائد السكر كانت معروفة في الهند في العصور القديمة، إلا أنه لم يُتداول كمادةٍ للتحلية حتى القرن السادس الميلادي. ومن القرن الحادي عشر حتى القرن الخامس عشر الميلاديين، كانت تجارة السكر في أوروبا احتكارًا عربيًا، وكانت قيمتها تُقارن غالباً بالذهب. وفي منتصف القرن الخامس عشر الميلادي، ومع إنشاء مصانع للسكر على نطاقٍ واسعٍ في جزر الكناري وجزر الأزور، لم يعد السكر نادرًا، وإن كان ظل من العناصر الفاخرة.[91]

## النسخ السريانية المحتملة

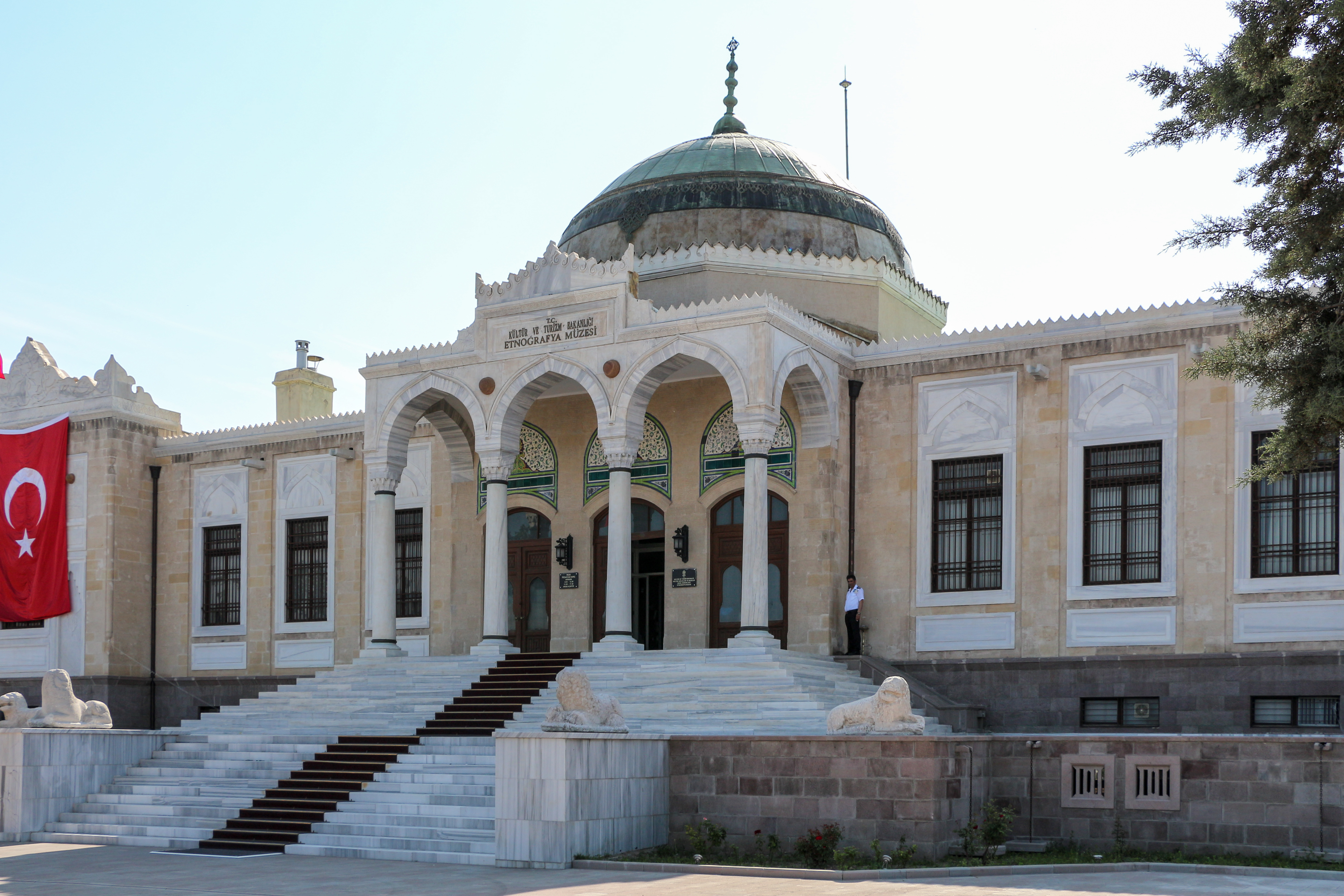
المتحف الإثنوغرافي في أنقرة، حيث حُفظت المخطوطة السريانية.

في سنة 1985م، تم الإعلان عن العثور على مخطوطة سريانية من إنجيل برنابا في هكاري بتركيا، غير أنه ثبت لاحقًا أن المخطوطة تحتوي على نسخة قانونية من الإنجيل.
في فبراير 2012م، أعلنت وزارة الثقافة والسياحة التركية عن العثور على مخطوط كتابي آخر من 52 صفحة مكتوب بالسريانية، وحُفظ في متحف الاثنوغرافيا في أنقرة. زعمت مصادر صحفية تركية أن المخطوط عُثر عليه في قبرص في سنة 2000م، في عملية قامت بها الشرطة ضد مهربين، وأنها كانت في حوزة الشرطة منذئذ؛ وتكهنت تلك المصادر أن نص المخطوط يمكن أن يكون لإنجيل برنابا. ثم انتشرت صور لغلاف المخطوط على نطاق واسع، التي أمكن قراءة كتابة عليها بخط اليد بالآرامية الحديثة، تقول «باسم ربنا، كُتب هذا الكتاب على يد رهبان الدير الكبير في نينوى في سنة 1500 لميلاد ربنا». لم يتم نشر تأكيد لاحق، سواء فيما يتعلق بمحتويات مخطوط أنقرة، أو فيما يتعلق بأي نتائج للاختبارات العلمية حول عمرها ومدى أصليتها.

## وصلات خارجية
- لونسدال ولورا راج، إنجيل برنابا، أكسفورد: منشورات كلارندون، 1907. (ردمك 1-881316-15-7). ترجمة للإنجليزية على: sacred-texts.com
- ر. بلاكهيرست، «إنجيل برنابا القروسطي»: النص الكامل لمخطوطة إنجيل برنابا الإيطالية، بالإنجليزية)، مع بعض المواد الإضافية والصور. (بالإنجليزية)
  - مقدمة المخطوطة الإسبانية (بالإنجليزية)
  - قائمة المصادر (بالإنجليزية)
- بلاكهيرست، «هل كان هناك إنجيل قديم لبرنابا؟» (بالإنجليزية)
- التاريخ كسلاح أدبي: إنجيل برنابا في الجدل المسلم المسيحي أودجورن ليرفيك: مسح تاريخي لكل من وجهات النظر المسيحية والإسلامية (بالإنجليزية)

وجهات النظر المسيحية
- صمويل غرين يزعم أن الإنجيل عمل إسلامي ملفق من القرن الرابع عشر الميلادي (بالإنجليزية)
- مقتطفات من مقدمة الرد على الإسلام: الهلال في ضوء الصليب (نورمان ل. غيزلر وعبد الصليب) (بالإنجليزية)
- إنجيل برنابا في بحث جديد، بقلم يان سلومب، المبشّر السابق في باكستان (بالإنجليزية)
- ف.ب. كوتيريل، "إنجيل برنابا" Vox Evangelica 10 (1977): 43–47. (بالإنجليزية)

وجهات النظر الإسلامية
- الموقع الرسمي لـ barnabas.sabr.com (بالإنجليزية)

أُخرى
- كشف الزيف ومعايير رفض إنجيل برنابا وتطبيقها علي الأناجيل
- مقال حول إنجيل برنابا من وجهة نظر الكنيسة القبطية
- حقائق إنجيلية
- دراسة في الكتاب المدعو «إنجيل برنابا»: الجزء الأول، الجزء الثاني
- حراس العقيدة